# Челушманское сельское поселение
Челушманское се́льское поселе́ние — муниципальное образование в Улаганском муниципальном районе Республики Алтай Российской Федерации.
Административный центр — село Балыкча.

## История
Статус и границы сельского поселения установлены Законом Республики Алтай от 13 января 2005 года № 10-РЗ «Об образовании муниципальных образований, наделении соответствующим статусом и установлении их границ».

## Население
| 2010  | 2011  | 2012  | 2013  | 2014  | 2015  | 2016  | 2017  | 2018  |
| ----- | ----- | ----- | ----- | ----- | ----- | ----- | ----- | ----- |
| 1085  | ↗1086 | ↘1079 | ↗1089 | ↗1090 | ↗1137 | ↗1162 | ↘1151 | ↗1162 |
| 2019  | 2020  | 2021  |       |       |       |       |       |       |
| ↘1148 | ↘1136 | ↘1038 |       |       |       |       |       |       |

## Состав сельского поселения
| № | Населённый пункт | Тип населённого пункта       | Население |
| - | ---------------- | ---------------------------- | --------- |
| 1 | Балыкча          | село, административный центр | ↗863      |
| 2 | Коо              | село                         | ↗236      |
| 3 | Кокбеш           | село                         | ↗33       |
| 4 | Беле             | село                         | →30       |